# Косякин, Александр Петрович
Алекса́ндр Петро́вич Кося́кин (1875—1919) — русский архитектор, главный архитектор Кубанской области (1906—1918 гг.). Внес большой вклад в становление архитектурного облика Екатеринодара (Краснодара), проектировал храмы на территории Кубани. Архитектурный стиль секулярных построек — модерн (арт-нуво), неоклассический, эклектиктичный вариант русского стиля. При проектировке (строительстве) храмов использовал русско-византийский стиль. 
Важнейшие постройки: Дом архитектора А. П. Косякина, Кубанский Мариинский женский институт (благородных девиц), Введенская церковь (Екатеринодар/Краснодар), храм В Честь Вознесения Господня г. Курганинск.

## Биография
Родился 22 сентября 1875 г. в Курганинске, в семье потомственного кубанского казака. Отец, Петр Иванович Косякин (1842—1918 гг.), был высокопоставленным офицером, генерал-майором, старшим помощником наказного атамана Кубанского казачьего войска.
По поводу даты рождения архитектора в интернете существуют разные данные. Так, например, в книге «Курганинск Православный», часть 9 написано, что «Александр Петрович Косякин родился 31 августа 1874 г.». Историк В. П. Бардадым в книге «Зодчие Екатеринодара» датой рождения указывает 22 сентября 1875 г., но при этом делает сноску, что в личном деле отца указан 1874 г. рождения сына Александра. Если учесть, что запись в курганинской книге сделана по Григорианскому календарю, то на «новый» стиль это будет 11 сентября 1874 г. По сложившейся традиции датой рождения считается дата, указанная историком-краеведом В. П. Бардадымом. В многочисленных статьях в интернете, посвящённых зодчему, чаще других звучит дата рождения 11 сентября 1875, однако достоверность этой даты ничем не подтверждена.
Александр Косякин закончил Ставропольскую гимназию и, несмотря на блестящие перспективы военного офицера, решил стать архитектором. В 1895 г. он поступил в Институт гражданских инженеров императора Николая I (1895—1901 гг.). После института Косякин два года служил инженером в Подольском губернском правлении, а затем в 1904 г. вернулся в Екатеринодар и связал свою дальнейшую судьбу и творческую деятельность с Кубанью: служил в должности Кубанского областного архитектора с 1906 по 1918 гг.
В начале своей карьеры кубанского архитектора Александр Косякин строит здание, признанное лучшим проектом на международной выставке в Париже и восхищавшее современников: Кубанский Мариинский женский институт или институт благородных девиц (1906—1909 гг.). Здание построено в стиле модерн с элементами неоклассицизма.
Дом жилой архитектора А. П. Косякина (1906—1910 гг.) является уникальным образцом архитектуры в стиле раннего модерна. Концептуальный подход в создании этого дома объединил окружающее пространство с пространством здания и стал отражением гармоничного сочетания природного ландшафта и архитектуры.
За время службы Косякин построил девять храмов на территории Кубани, большинство из них сохранились до настоящего времени. Кроме того строил административные учреждения по краю (см. Творческое наследие архитектора). Большинство храмов построены в эклектичной версии русского стиля, основанной на архитектуре XVII в. и мотивах византийского зодчества, так называемом русско-византийском стиле, который пользовался популярностью в южном регионе России в конце XIX — начале XX вв..
Был женат, детей не было.

## Смерть
Смерть архитектора случилась в результате ряда событий.
В 1917 г. в результате махинаций подрядчика при строительстве здания Сельскохозяйственной опытной станции (ныне Краснодарский НИИ сельского хозяйства имени П. П. Лукьяненко) разразился финансовый скандал [Бардадым В. П. Зодчие Екатеринодара]. Архитектором этого здания был Александр Петрович Косякин.
В 1918 г. А. П. Косякин был снят с должности областного архитектора без каких-либо оснований, новой должности ему не предложили по формальным причинам, что после 12 лет службы стало для него сильным ударом [Бардадым В. П. Зодчие Екатеринодара].
30 января 1918 г. в городе Майкопе был убит отец Александра Косякина. Большевики сначала пытали 75-летнего старика, а потом убили: по одной версии отрубили голову, выбросили тело на улицу, по другой — посадили на кол [Бардадым В. П. Зодчие Екатеринодара].
15 июня 1919 г. доведенный до отчаяния Александр Косякин покончил собой. По официальному заключению причиной смерти стал порок сердца. Похоронен в ограде Крепостной (Воскресенской) церкви (территория Детской краевой клинической больницы).

## Творческое наследие архитектора

### Гражданское строительство
1. Кубанский Мариинский женский институт или институт благородных девиц, эклектика (модерн с элементами неоклассицизма), 1906—1909 гг. Памятник архитектуры регионального значения[4][5].
2. Дом архитектора А. П. Косякина, ранний модерн (арт-нуво), 1906—1910 гг. Памятник архитектуры регионального значения[6][7].
3. Здание кубанской общины сестер милосердия[8], 1906—1908 гг. (совместно с архитекторами Н. Д. Маламой и И. К. Мальгербом). Памятник архитектуры регионального значения
4. Здание екатеринодарского Главпочтамта[9], 1913—1915 гг., построено под руководством А. П. Косякина и И. К. Мальгерба по проекту петербургского архитектора Г. В. Барановского Памятник архитектуры регионального значения.
5. Административные здания городских управ[10] городских управ в н.п. Кубанской области
6. Кубанская сельскохозяйственная опытная станция, 1917—1918 гг.

### Религиозные сооружения[2]
1. ст-ца Воронежская, Усть-Лабинский район, храм В Честь Рождества Пресвятой Богородицы, 1911—1915 гг., эклектика, русский стиль[11]

1. ст-ца Казанская, Кавказский район, храм (западный) Во Имя Святой Троицы, эклектика, русский стиль[12][13]
2. ст-ца Казанская, Кавказский район, храм (восточный) Во Имя Великомученика Георгия Победоносца, 1912—1914 гг., эклектика, русский стиль, разрушен в 1970-х гг.[12][13]
3. ст-ца Темижбекская, Кавказский район Нет данных
4. г. Славянск-на-Кубани, храм В Честь Успения Пресвятой Богородицы 1907—1912 гг., эклектика, русский стиль[14][15]
5. г. Курганинск, храм В Честь Вознесения Господня 1906—1916 гг., эклектика, русский стиль[16]
6. ст-ца Успенская, Белоглинский район, храм В Честь Успения Пресвятой Богородицы Освящен в 1907 году, эклектика, русский стиль[17]
7. ст-ца Пашковская, г. Краснодар, Введенская церковь (Краснодар) 1909 г., эклектика, русский стиль[18][19][20], разрушена в советский период
8. ст-ца Новодонецкая, Выселковский район, храм Во Имя Святой Троицы, 1911—1914 гг., эклектика, русский стиль[21][22]

## Современное состояние наследия архитектора
Дом жилой архитектора А. П. Косякина — Дом находится в аварийном состоянии. Последний ремонт был в 1980-х гг. XX века. До 1939 г. в доме проживала семья архитектора, с 1939 г. дом был перепланирован под жилой многоквартирный. С конца 1990-х гг риэлтерская компания выкупила квартиры, выставила участок под домом на продажу с перспективой постройки офисного центра, с тех пор никто в доме не проживает, он стоит пустой, разрушается. Ремонтные работы собственником не проводились, краевое управление по охране культурного наследия (Управление) никаких эффективных мер не предпринимает по разным причинам. Тем не менее, Управление держит этот вопрос под контролем. За последние несколько лет состоялись несколько судов по инициативе Управления, однако их решения либо обжаловались, либо ответчик не являлся в суд, либо никто не мог найти ответчика. Решением суда в феврале 2020 г. владелец дома заочно был лишен права собственности. В марте 2022 г. дом был продан на аукционе, новым владельцем стал предприниматель Максим Самардак. В том же году расчистили фасад от растительности,разобрали сгнившую веранду.По условиям аукциона новый владелец должен провести реставрационные работы предварительно на 28,8 млн.рублей.
Кубанский Мариинский женский институт — Во время второй мировой войны здание сильно пострадало от бомбежек, в 1950-е гг. было отреставрировано, с тех пор там располагается Краснодарское высшее военное училище имени генерала армии С. М. Штеменко. В сентябре 2020 на территории училища заложена церковь св. Архангела Гавриила. Церковь будет построена в стиле, характерном для проектов Косякина. В марте 2021 на территории этого архитектурного ансамбля началась реконструкция с проведением историко-архитектурных исследований и государственной экспертизы.
Церкви: из девяти храмов три были разрушены в советский период (в ст-це Темижбекской Кавказского района; в ст-це Казанской Кавказского района — великомученика Георгия Победоносца; в ст-це Пашковской города Краснодара — Введенская церковь), остальные сохранились и функционируют.

## Память
В Краснодарском высшем военном училище имени генерала армии С. М. Штеменко 01.09.2020 г. был установлен бюст Косякина. Он выполнен в Студии военных художников имени М. Б. Грекова. Автор бюста — скульптор Алексей Игоревич Игнатов. До настоящего времени скульптурного изображения Косякина не было, и скульптор провёл художественно уникальную и кропотливую работу по воссозданию его образа.
9 сентября 2020 года в Краснодаре состоялся круглый стол посвященный 145-летию со дня рождения Косякина: «Сохранение и реставрация памятников архитектурного модерна. Наследие архитектора А. П. Косякина».